# Magdeburger Zwickmühle

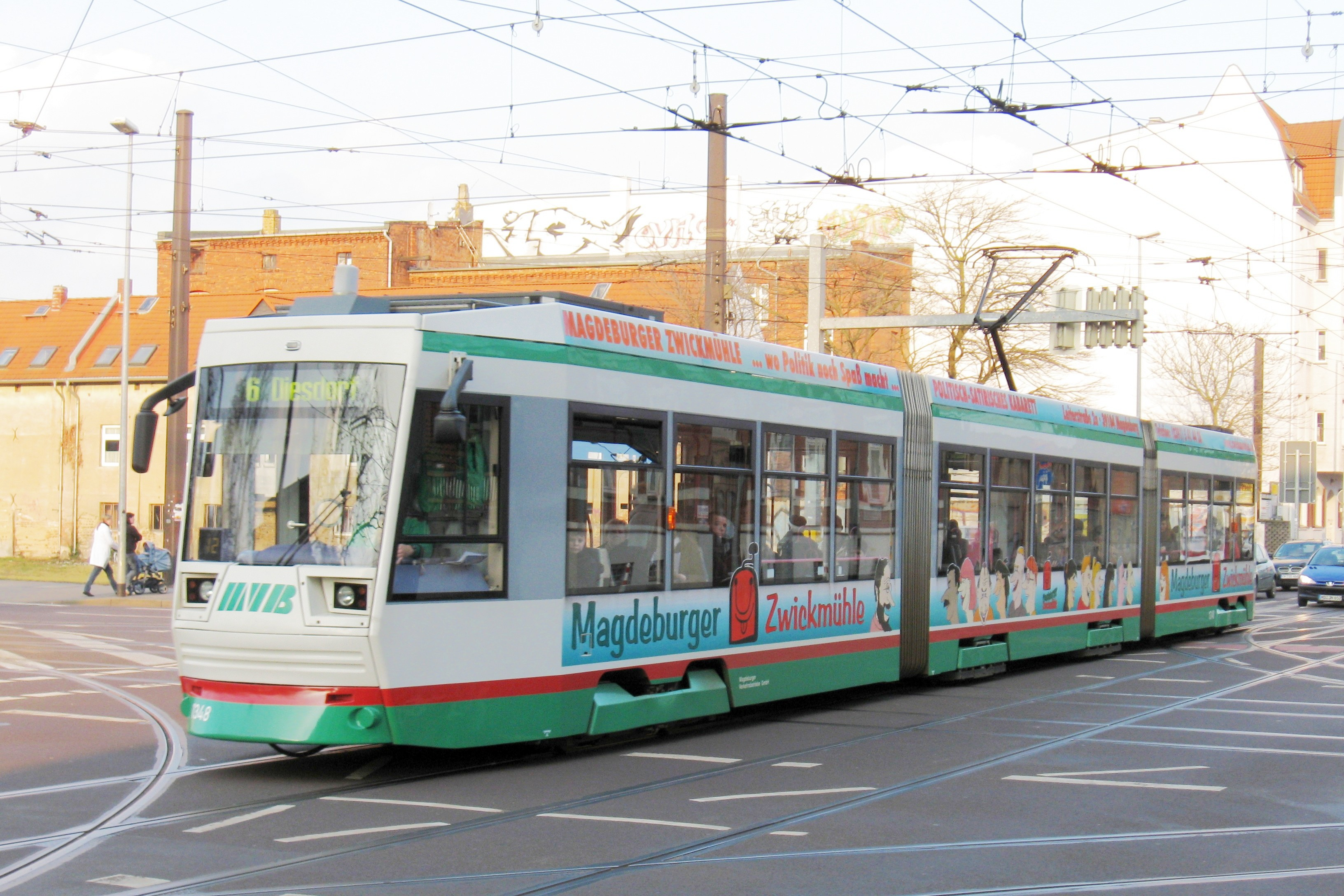
Straßenbahn mit Werbung der Zwickmühle

Die Zwickmühle ist ein Magdeburger Kabarett mit einer zentral gelegenen Spielstätte in der Magdeburger Leiterstraße.

## Stil
Die Magdeburger Zwickmühle bietet klassisches politisches Kabarett, das in Conferencen, Szenen und Liedern in ihren Programmen auf die Bühne gebracht wird. Die Lieder werden von den Protagonisten selbst auf Instrumenten begleitet.

## Ensemble
Das Ensemble der Zwickmühle besteht gegenwärtig aus Hans-Günther Pölitz, Marion Bach und Heike Ronniger.
Weitere Ensemblemitglieder waren:
- Michael Rümmler (1996–1999)[1]
- Lothar Bölck (1999–2005)
- Vera Feldmann (2003–2005)
- Frank Hengstmann (2003–2005)[2]
- Thomas Müller (2003–2005)
- Klaus Schaefer (2010–2011)

Feldmann, Hengstmann und Müller bildeten ein eigenständiges Ensemble innerhalb der „Zwickmühle“ und gründeten sich später als „Kabarett Denkzettel“ aus.

## Gäste
Die „Zwickmühle“ hat neben ihrem festen Ensemble eine lebendige Gastspielkultur. Neben „normalen“ Gastspielen wie Frank Lüdecke, Dieter Hildebrandt oder Volker Pispers spielen in der Zwickmühle auch ständige Gäste, die mehrmals im Monat als fester Bestandteil des Spielplans auftreten. Seit 2009 sind das die Magdeburger Kugelblitze. Weitere ständige Gäste waren das Kabarett Denkzettel (2005–2008) und die HengstmannBrüder (2003–2008).

## Ausstrahlung
Überregional ist das Kabarett durch die zahlreichen Gastspiele und Preise in ganz Deutschland und im deutschsprachigen Ausland bekannt. Großer Beliebtheit erfreute sich die vom MDR live aus der Magdeburger Zwickmühle ausgestrahlte Kabarettsendung Die 3 von der Zankstelle. 
Die 45-minütige Sendung wurde durch Hans-Günther Pölitz und Marion Bach, die für Lothar Bölck 2006 in die Sendung kam, und dem bekannten Kabarettisten und Schauspieler Rainer Basedow gestaltet (erste Folge am 24. September 1999, Einstellung mit der letzten Folge am 11. Dezember 2009).

## Preise
- 1999 „Cabinet-Preis“
- 2000 „Reinheimer Satirelöwe“[4]
- 2001 Leipziger Löwenzahn der Lachmesse Leipzig
- 2003 Schweizer Kabarett-Preis Cornichon

## Programme
- 1996 „Wir geh'n euch auf den Geist“ (Hans-Günther Pölitz und Michael Rümmler / Henry Pucklitzsch a. G. Regie: Rainer Otto)
- 1996 „Das organisierte Versprechen“ (Hans-Günther Pölitz, Michael Rümmler und Kerstin Müller-Schult a. G. Regie: Dieter Riemer)
- 1997 „KlassenDreffen“ (Hans-Günther Pölitz, Michael Rümmler Regie: Rainer Otto)
- 1997 „Buschprogramm“ (Wolfgang Dalk a. G., Henry Pucklitzsch a. G. Regie Ali Schultze, Regina Pölitz)
- 1998 „Geschichten aus der Wahlachei“ (Ute Apitz, Ulrike Jakob, Hans-Günther Pölitz, Michael Rümmler Regie Rainer Otto)
- 1999 „Wege in den Sand“ (Ulrike Jakob, Hans-Günther Pölitz, Michael Rümmler Regie Regina Pölitz)
- 1999 „Wir haben uns überlebt“ (Lothar Bölck, Hans-Günther Pölitz Regie: Regina Pölitz)
- 2000 „Unter allen Zipfeln ist Ruh“ (Lothar Bölck, Hans-Günther Pölitz, Regie: Regina Pölitz)
- 2001 „Jenseits von Gut und Börse“ (Lothar Bölck und Hans-Günther Pölitz, Regie Regina Pölitz)
- 2002 „Amisiert Euch!“ (Lothar Bölck, Hans-Günther Pölitz, Regie Regina Pölitz)
- 2003 „Das hat ein Nachspiel“ (Vera Feldmann a. G. Frank Hengstmann a. G., Hans-Günther Pölitz und Michael Rümmler a. G., Regie: Regina Pölitz)
- 2003 „Das Schweigen der Hämmer“ (Vera Feldmann, Thomas Müller und Frank Hengstmann)
- 2003 „Und suche uns nicht in der Führung“ (Lothar Bölck und Hans-Günther Pölitz, Regie: Regina Pölitz)
- 2004 „Tunnel am Ende des Lichts“ (Lothar Bölck und Hans-Günther Pölitz, Regie: Regina Pölitz)
- 2005 „AB und ZU STIMMUNG“ (Marion Bach und Hans-Günther Pölitz, Regie Regina Pölitz)
- 2005 „Manche mogeln heiss“ (Vera Feldmann, Thomas Müller und Frank Hengstmann, Regie: Lothar Bölck)
- 2006 „Niemand liebt Dich - Wieso ich?“ (Marion Bach und Hans-Günther Pölitz, Regie: Regina Pölitz)
- 2007 „Die Würde ist unter uns - Ein Tritt frei“ (Marion Bach und Hans-Günther Pölitz, Regie: Regina Pölitz)
- 2008 „Dumm gelaufen“ (Marion Bach, Hans-Günther Pölitz und Klaus Schäfer, Regie: Regina Pölitz)
- 2009 „Wahn Ohne Sinn“ (Marion Bach, Klaus Schaefer, Hans-Günther Pölitz, Regie: Regina Pölitz)
- 2009 „Operation WAHLküre“ (Marion Bach, Klaus Schaefer, Hans-Günther Pölitz und den „Kugelblitzen“ Sabine Münz a. G. und Lars Johansen a. G., Regie: Regina Pölitz)
- 2009 „Ein Platz an der Tonne“ (Marion Bach, Klaus Schaefer, Hans-Günther Pölitz, Regie Regina Pölitz)
- 2010 „Damenwahl“ (Marion Bach, Heike Ronniger a. G., Oliver Vogt aG., Regie: Axel Timke, Regina Pölitz)
- 2010 „Schon mal gelacht“ (Marion Bach, Hans-Günther Pölitz und Klaus Schaefer, Regie: Regina Pölitz)
- 2010 „Davon wird die Welt nicht munter“ (Marion Bach, Hans-Günther Pölitz und Klaus Schaefer, Regie: Rainer Otto)
- 2011 „Und täglich büßt das Arbeitstier“ (Marion Bach und Klaus Schaefer, Regie: Klaus Stephan)
- 2011 „Es geht schon wieder los“ (Lothar Bölck a. G. und Hans-Günther Pölitz, Regie: Regina Pölitz)
- 2011 „Lügen schaffts Amt“ (Marion Bach und Hans-Günther Pölitz, Regie: Rainer Otto)
- 2012 „Himmel,Arsch und Hirn“ (Lothar Bölck a. G. und Hans-Günther Pölitz, Regie: Regina Pölitz)
- 2012 „Denkt doch was ihr sollt“ (Marion Bach und Hans-Günther Pölitz, Regie: Rainer Otto)
- 2013 „Die 3 von der Zankstelle oder Wir ham den Kanal noch lange nicht voll“ (Marion Bach, Rainer Basedow a. G., Hans-Günther Pölitz, Regie: Regina Pölitz)
- 2013 „Wo ein Weg ist fehlt der Wille“ (Marion Bach und Hans-Günther Pölitz, Regie: Rainer Otto)
- 2014 „Ausgebucht für eine Macht“ (Marion Bach & Heike Ronniger, am Klavier: Oliver Vogt/Christoph Deckbar, Regie: Dominik Paetzholdt)
- 2014 „Über Kimme und Zorn“ (Lothar Bölck & Hans-Günther Pölitz, Regie: Regina Pölitz)
- 2014 „Erspart uns eure Zukunft“ (Marion Bach & Hans-Günther Pölitz, Regie: Regina Pölitz)
- 2015 „MEINS, wie es sinkt und kracht“ (Marion Bach & Hans-Günther Pölitz, Regie: Rainer Otto)
- 2015 „DIE kaufen wir uns“ (Marion Bach & Heike Ronniger, am Klavier: Oliver Vogt/Christoph Deckbar, Regie: Frank Voigtmann)
- 2016 „Jubel, Trubel, Wirklichkeit“ (Marion Bach, Heike Ronniger und Hans-Günther Pölitz, Regie: Christof Enderlein)
- 2016 „Kommt Zeit, kommt Tat“ (Marion Bach & Hans-Günther Pölitz, Regie: Rainer Otto)
- 2017 „Da ist was im Anzug“ (Marion Bach, Heike Ronniger, Hans-Günther Pölitz, Regie: Michael Rümmler)
- 2017 „Die Gedanken haben frei“ (Marion Bach, Heike Ronniger, am Klavier Oliver Vogt/Christoph Deckbar, Regie: Michael Rümmler)
- 2017 „Wir bringen uns in Form“ (Lothar Bölck & Hans-Günther Pölitz, Regie: Rainer Otto)
- 2018 „Mittendrin ist auch daneben“ (Marion Bach & Heike Ronniger, am Klavier: Christoph Deckbar/Oliver Vogt, Regie: Hans-Günther Pölitz)
- 2018 „Wolle was komme“ (Marion Bach & Hans-Günther Pölitz, Regie: Rainer Otto)
- 2019 „Aufs Spiel gesetzt“ (Marion Bach, Heike Ronniger, Hans-Günther Pölitz, Regie: Michael Rümmler)
- 2019 „Wir stärken unsre Schwächen“ (Marion Bach & Hans-Günther Pölitz, Regie: Michael Günther Bard)
- 2020 „Geld oder Hiebe“ (Marion Bach & Heike Ronniger, am Klavier: Christoph Deckbar / Oliver Vogt, Regie: Frank Voigtmann)
- 2020 „Augen auf und durch“ (eine politisch-satirische Collage von und mit Hans-Günther Pölitz)
- 2020 „Alle für keinen, keiner für alle“ (Marion Bach & Hans-Günther Pölitz, Regie: Michael Günther Bard)
- 2021 „Keine Lösung ist auch eine Kunst“ (Marion Bach & Hans-Günther Pölitz, Regie: Michael Günther Bard)
- 2022 „Achim in der Zwickmühle“ (Michael Günther Bard & Hans-Günther Pölitz, Regie: Oliver Breite)
- 2022 „Bis auf Heiteres“ (Marion Bach & Heike Ronniger, Regie: René Sydow)
- 2022 „Pölitz allein im Haus“ (ein betreutes Denken mit Hans-Günther Pölitz)
- 2022 „WIR KRIEGEN NICHT GENUG“ (Manfred Breschke & Hans-Günther Pölitz, Regie: Michael Günther Bard)
- 2023 „Mit Volldampf ins Aus“ (Marion Bach, Heike Ronniger, Christoph Deckbar / Oliver Vogt, Regie: Alexander Pluquett)
- 2023 „An Mut sparet nicht noch Mühe“ (Thomas Müller & Hans-Günther Pölitz, Regie: Michael Rümmler)
- 2024 „Kein Verstand in Sicht“ (Marion Bach, Heike Ronniger, Christoph Deckbar / Oliver Vogt, Regie: Frank Voigtmann)
- 2024 „Lasst uns in Frieden“ (Thomas Müller, Hans-Günther Pölitz, Regie: Matthias Schwarzmüller)
- 2025 „Wir sind gegen dafür“ (Marion Bach, Heike Ronniger, Christoph Deckbar/Oliver Vogt, Regie: Matthias Brenner)